# Список наград и номинаций фильма «Тёмный рыцарь»
Фильм «Тёмный рыцарь» был номинирован на более чем 150 наград за многочисленные аспекты фильма (в первую очередь, за исполненную Хитом Леджером роль Джокера), более чем любой другой фильм 2008 года. Из этих номинаций фильм выиграл 92 награды — так же больше, чем любой другой фильм 2008 года.

## Награды

### Организации
| Награда                               | Категория                                          | Лауреат/Номинант                                                          | Результат |
| ------------------------------------- | -------------------------------------------------- | ------------------------------------------------------------------------- | --------- |
| Оскар                                 |                                                    |                                                                           |           |
| Лучший актёр второго плана            | Хит Леджер (посмертно)                             | Победа                                                                    |           |
| Лучший художник-постановщик           | Натан Кроули, Питер Ландо                          | Номинация                                                                 |           |
| Лучшая операторская работа            | Уолли Пфистер                                      | Номинация                                                                 |           |
| Лучший монтаж                         | Ли Смит                                            | Номинация                                                                 |           |
| Лучший грим                           | Джон Каглайн, Джуниор и Конор О’Салливан           | Номинация                                                                 |           |
| Лучший звуковой монтаж                | Ричард Кинг                                        | Победа                                                                    |           |
| Лучший звук                           | Лора Хиршберг, Гэри Риццо и Эд Новик               | Номинация                                                                 |           |
| Лучшие визуальные эффекты             | Ник Дэвис, Крис Корбулд, Тим Уэббер и Пол Франклин | Номинация                                                                 |           |
| Американский институт киноискусства   | Лучшие 10 фильмов года                             | Warner Brothers Studios                                                   | Победа    |
| Ассоциация австралийских кинокритиков | Благодарность за Лучший зарубежный фильм           | Тёмный рыцарь                                                             | Победа    |
| Австралийский институт киноискусства  | Международная премия за лучшую мужскую роль        | Хит Леджер                                                                | Победа    |
| BAFTA                                 | Лучший актёр второго плана                         | Хит Леджер (посмертно)                                                    | Победа    |
| BAFTA                                 | Лучшая музыка                                      | Ханс Циммер / Джеймс Ньютон Ховард                                        | Номинация |
| BAFTA                                 | Лучшая операторская работа                         | Уолли Пфистер                                                             | Номинация |
| BAFTA                                 | Лучший монтаж                                      | Ли Смит                                                                   | Номинация |
| BAFTA                                 | Лучший художественный дизайн                       | Натан Кроули / Питер Ландо                                                | Номинация |
| BAFTA                                 | Лучший дизайн костюмов                             | Линда Хемминг                                                             | Номинация |
| BAFTA                                 | Лучший звук                                        | Лора Хиршберг, Гэри Риццо и Эд Новик                                      | Номинация |
| BAFTA                                 | Лучшие визуальные эффекты                          | Крис Корбулд, Ник Дэвис, Пол Франклин и Тим Уэббер                        | Номинация |
| BAFTA                                 | Лучший макияж и волосы                             | Питер Робб-Кинг                                                           | Номинация |
| BFCA                                  | Лучший фильм                                       | Warner Brothers Studios                                                   | Номинация |
| BFCA                                  | Лучший режиссёр                                    | Кристофер Нолан                                                           | Номинация |
| BFCA                                  | Лучший актёр второго плана                         | Хит Леджер                                                                | Победа    |
| BFCA                                  | Лучший актёрский ансамбль                          | Бейл, Кейн, Леджер, Экхарт, Олдмен, Джилленхол и Фримен                   | Номинация |
| BFCA                                  | Лучший экшен-фильм                                 | Warner Brothers Studios                                                   | Победа    |
| BFCA                                  | Лучший композитор                                  | Джеймс Ньютон Ховард и Ханс Циммер                                        | Номинация |
| Империя                               | Лучший фильм                                       | Warner Brothers                                                           | Победа    |
| Империя                               | Лучший режиссёр                                    | Кристофер Нолан                                                           | Победа    |
| Империя                               | Лучший актёр                                       | Кристиан Бэйл                                                             | Победа    |
| Империя                               | Лучший научно-фантастический фильм или фэнтези     | Warner Brothers                                                           | Номинация |
| Золотой глобус                        | Лучший актёр второго плана в кинофильме            | Хит Леджер (посмертно)                                                    | Победа    |
| Golden Trailer Awards                 | Лучший экшен-трейлер                               | Warner Brothers Studios                                                   | Победа    |
| Golden Trailer Awards                 | Плакат «Тизер Бэтмена»                             | Warner Brothers Studios                                                   | Номинация |
| Golden Trailer Awards                 | Лучший плакат (тизер) блокбастера лета 2008 года   | Warner Brothers Studios                                                   | Победа    |
| Golden Trailer Awards                 | Лучшая анимация / Графика                          | Warner Brothers Studios                                                   | Победа    |
| Грэмми                                | Лучший альбом / саундтрек                          | Джеймс Ньютон Ховард и Ханс Циммер                                        | Победа    |
| Nickelodeon Kids' Choice              | Любимые фильмы                                     | Warner Brothers                                                           | Номинация |
| MTV Movie Awards                      | Лучший фильм                                       | Warner Brothers                                                           | Номинация |
| MTV Movie Awards                      | Лучшая мужская роль                                | Кристиан Бэйл                                                             | Номинация |
| MTV Movie Awards                      | Лучший злодей                                      | Хит Леджер                                                                | Победа    |
| MTV Movie Awards                      | Лучшая драка                                       | Кристиан Бэйл против Хита Леджера                                         | Номинация |
| Национальный совет кинокритиков США   | Лучшие 10 фильмов года                             | Warner Brothers                                                           | Победа    |
| Премия национального кино             | Лучший фильм о супергерое                          | Warner Brothers Studios                                                   | Победа    |
| Премия национального кино             | Лучшая мужская роль                                | Кристиан Бэйл                                                             | Номинация |
| Project Fanboy Awards                 | Лучшая адаптация комиксов                          | Тёмный рыцарь                                                             | Победа    |
| Project Fanboy Awards                 | Лучший актёр в адаптации комиксов                  | Хит Леджер                                                                | Победа    |
| Выбор народа                          | Любимые фильмы                                     | Warner Brothers Studios                                                   | Победа    |
| Выбор народа                          | Любимый боевик                                     | Warner Brothers Studios                                                   | Победа    |
| Выбор народа                          | Любимый актерский состав                           | Бейл, Леджер, Экхарт, Кейн, Олдмен, Джилленхол и Фримен                   | Победа    |
| Выбор народа                          | Любимый актёр-звезда боевиков                      | Кристиан Бэйл                                                             | Номинация |
| Выбор народа                          | Любимый герой                                      | Кристиан Бэйл                                                             | Номинация |
| Выбор народа                          | Любимая экранная драка                             | Кристиан Бэйл и Хит Леджер                                                | Победа    |
| Выбор народа                          | Любимый супергерой                                 | Кристиан Бэйл в роли Бэтмена                                              | Победа    |
| Премия «Спутник»                      | Лучший звук (смешивания и редактирования)          | Ричард Кинг, Лора Hirschberg и Гэри Риццо                                 | Победа    |
| Премия «Спутник»                      | Лучший режиссёр                                    | Кристофер Нолан                                                           | Номинация |
| Премия «Спутник»                      | Лучший актёр второго плана                         | Хит Леджер                                                                | Номинация |
| Премия «Спутник»                      | Лучшие визуальные эффекты                          | Ник Дэвис, Крис Корбулд, Тим Уэббер, Пол Франклин                         | Номинация |
| Премия «Спутник»                      | Лучший монтаж                                      | Ли Смит                                                                   | Номинация |
| Сатурн                                | Лучший Боевик/Приключения/Триллер                  | Warner Bros                                                               | Победа    |
| Сатурн                                | Лучший режиссёр                                    | Кристофер Нолан                                                           | Номинация |
| Сатурн                                | Лучший сценарий                                    | Джонатан Нолан и Кристофер Нолан                                          | Победа    |
| Сатурн                                | Лучший актёр                                       | Кристиан Бэйл                                                             | Номинация |
| Сатурн                                | Лучшая актриса                                     | Мэгги Джиленхалл                                                          | Номинация |
| Сатурн                                | Лучший актёр второго плана                         | Аарон Экхарт                                                              | Номинация |
| Сатурн                                | Лучший актёр второго плана                         | Хит Леджер                                                                | Победа    |
| Сатурн                                | Лучшая музыка                                      | Джеймс Ньютон Ховард и Ханс Циммер                                        | Победа    |
| Сатурн                                | Лучшие костюмы                                     | Линди Хемминг                                                             | Номинация |
| Сатурн                                | Лучший макияж                                      | Джон Кальоне-младший и Конор О’Салливан                                   | Номинация |
| Сатурн                                | Лучшие спецэффекты                                 | Ник Дэвис, Крис Корбулд, Тим Уэббер, Пол Франклин                         | Победа    |
| Scream                                | The Ultimate Scream                                | Warner Brothers studios                                                   | Победа    |
| Scream                                | Лучший режиссёр                                    | Кристофер Нолан                                                           | Победа    |
| Scream                                | Лучший сценарий                                    | Джонатан Нолан и Кристофер Нолана                                         | Победа    |
| Scream                                | Лучший сиквел                                      | Warner Brothers Studios                                                   | Победа    |
| Scream                                | Лучший F/X                                         | Warner Brothers Studios                                                   | Победа    |
| Scream                                | Лучший фильм по комиксу                            | Warner Brothers Studios                                                   | Победа    |
| Scream                                | Лучший фантастический актёр                        | Хит Леджер                                                                | Победа    |
| Scream                                | Лучший супергерой                                  | Кристиан Бэйл                                                             | Победа    |
| Scream                                | Лучший злодей                                      | Хит Леджер                                                                | Победа    |
| Scream                                | Лучший актёр второго плана                         | Гэри Олдмен                                                               | Победа    |
| Scream                                | Лучшая Sh!t-сцена за год                           | Переворот грузовика                                                       | Победа    |
| Scream                                | Лучшая фраза                                       | Хит Леджер: «Я верю, что то, что тебя не убивает, делает тебя… Страннее!» | Победа    |
| Scream                                | Лучший фантастический фильм                        | Warner Brothers Studios                                                   | Номинация |
| Scream                                | Лучший фантастический актёр                        | Кристиан Бэйл                                                             | Номинация |
| Scream                                | Лучшая фантастическая актриса                      | Мэгги Джиленхалл                                                          | Номинация |
| Scream                                | Лучший злодей                                      | Аарон Экхарт                                                              | Номинация |
| Scream                                | Лучший актёр второго плана                         | Майкл Кейн                                                                | Номинация |
| Scream                                | Лучшая фраза                                       | Хит Леджер: «Что ты такой серьёзный?»                                     | Номинация |
| Scream                                | Лучшая фраза                                       | Хит Леджер: «Я заставлю этот карандаш исчезнуть… !»                       | Номинация |
| Scream                                | The Holy Sh!t Scene of the Year                    | Погоня на Бэтмобиле/Бэтподе                                               | Номинация |
| Teen Choice Awards                    | Выбор летнее кино — боевик/приключения             | Warner Brothers Studios                                                   | Номинация |
| Награда японской киноакадемии         | Выдающийся фильм на иностранном языке              | Warner Brothers Studios                                                   | Победа    |

### Гильдии
| Награда                                      | Категория                                                             | Лауреат/Номинант | Результат |
| -------------------------------------------- | --------------------------------------------------------------------- | --- | --------- |
| Американская ассоциация монтажёров           | Лучший монтаж художественного фильма                                  | Ли Смит | Номинация |
| Американское общество кинооператоров         | Выдающиеся достижения, театральный релиз                              | Уолли Пфистер | Номинация |
| Гильдия художников-постановщиков             | Выдающееся мастерство в художественном дизайне фантастических фильмов | Натан Кроули | Победа    |
| Cinema Audio Society Awards                  | Выдающиеся достижения в микшировании звука                            | Эд Новик, Лора Хиршберг, Гэри А. Риццо                                                                                | Номинация |
| Гильдия художников по костюмам               | Выдающееся мастерство в фантастическом фильме                         | Линди Хемминг | Победа    |
| Гильдия режиссёров Америки                   | Выдающиеся достижения в режиссуре художественного фильма              | Кристофер Нолан | Номинация |
| Motion Picture Sound Editors                 | Лучший звук: музыка в художественном фильме                           | Алекс Гибсон и Даниэль Пиндер                                                                                         | Победа    |
| Motion Picture Sound Editors                 | Лучший звук: диалоги и дублирование в художественном фильме           | Ричард Кинг, Хьюго Вэн, Линда Фолк и Майкл Магилл                                                                     | Номинация |
| Motion Picture Sound Editors                 | Лучший звук: звуковые и шумовые эффекты в художественном фильме       | Ричард Кинг, Кристофер Флик, Джон Роеш, Элисон Ди Мур, Майкл У. Митчелл, Стерлинг Гамильтон и Майкл Бэбкок            | Победа    |
| Гильдия продюсеров Америки                   | Кинофильм года                                                        | Кристофер Нолан, Чарльз Ровен, Эмма Томас                                                                             | Номинация |
| Премия Гильдии киноактёров США               | Лучший актёр второго плана                                            | Хит Леджер (посмертно)                                                                                                | Победа    |
| Премия Гильдии киноактёров США               | Лучший трюк                                                           | Warner Brothers Studios                                                                                               | Победа    |
| Общество специалистов по визуальным эффектам | Выдающиеся модели и миниатюры в игровом кинофильме                    | Ян Хантер, Лес Фишер, Бранден Зейферт, Адам Гелбарт                                                                   | Победа    |
| Общество специалистов по визуальным эффектам | Выдающийся искусственный ландшафт в игровом кинофильме                | Петр Бебб, Дэвид Викери, Филипп Лепринс, Эндрю Локли                                                                  | Победа    |
| Общество специалистов по визуальным эффектам | Выдающиеся спецэффекты в фильме                                       | Крис Корбулд, Питер Нотли, Ян Лоу                                                                                     | Победа    |
| World Stunt Awards                           | Лучший координатор трюков и/или второго актёрского состава            | Пол Дженнингс, Рик Лефевур, Том Стразерс                                                                              | Победа    |
| World Stunt Awards                           | Лучшая драка                                                          | Роб Купер, Ричард Хансен, Марк Моттрам, Энди Пилгрим, Доминик Прис, Марвин Стюарт-Кэмпбелл, Бастер Ривз, Стин Янг     | Победа    |
| World Stunt Awards                           | Лучшая работа на высоте                                               | Марк Харпер, Люк Кирни, Том Лоуэлл, Марк Моттрам, Брайан А. Петерс                                                    | Победа    |
| World Stunt Awards                           | Лучший трюк                                                           | Джим Уилки | Победа    |
| World Stunt Awards                           | Лучшая работа на автомобиле                                           | Рик Эйвери, Ричард Берден, Джордж Котл, Джеймс Фиерро, Терри Джексон, Том Лоуэлл, Рик Милле, Жан-Пьер Гой, Джим Уилки | Победа    |
| Премия Гильдии сценаристов США               | Лучший адаптированный сценарий                                        | Джонатан Нолан и Кристофер Нолан                                                                                      | Номинация |

### Кинокритики
| Награда                                       | Категория                             | Лауреат/Номинант                                        | Результат |
| --------------------------------------------- | ------------------------------------- | ------------------------------------------------------- | --------- |
| African-American Film Critics Association     | Лучший фильм                          | Warner Brothers Studios                                 | Победа    |
| African-American Film Critics Association     | Лучший актёр второго плана            | Хит Леджер                                              | Победа    |
| Alliance of Women Film Journalists Awards     | Лучший актёр второго плана            | Хит Леджер                                              | Победа    |
| Общество кинокритиков Бостона                 | Лучший актёр второго плана            | Хит Леджер                                              | Победа    |
| Austin Film Critics Association               | Лучший актёр второго плана            | Хит Леджер                                              | Победа    |
| Austin Film Critics Association               | Лучший фильм                          | Warner Brothers Studios                                 | Победа    |
| Austin Film Critics Association               | Лучший режиссёр                       | Кристофер Нолан                                         | Победа    |
| Austin Film Critics Association               | Лучший адаптированный сценарий        | Джонатан Нолан и Кристофера Нолана                      | Победа    |
| Austin Film Critics Association               | Лучший оригинальный саундтрек         | Джеймс Ховард Ньютона и Ханс Циммер                     | Победа    |
| Central Ohio Film Critics Association         | Топ 10 года (#4)                      | Warner Brothers Studios                                 | Победа    |
| Central Ohio Film Critics Association         | Лучший актёр второго плана            | Хит Леджер                                              | Победа    |
| Central Ohio Film Critics Association         | Лучший актерский состав               | Бейл, Леджер, Экхарт, Олдмен, Кейн, Джилленхол и Фримен | Победа    |
| Central Ohio Film Critics Association         | Лучшая операторская работа            | Уолли Пфистер                                           | Победа    |
| Ассоциация кинокритиков Чикаго                | Лучший фильм                          | Warner Brothers Studios                                 | Номинация |
| Ассоциация кинокритиков Чикаго                | Лучший актёр второго плана            | Хит Леджер                                              | Победа    |
| Ассоциация кинокритиков Чикаго                | Лучший режиссёр                       | Кристофер Нолан                                         | Номинация |
| Ассоциация кинокритиков Чикаго                | Лучший оригинальный саундтрек         | Джеймс Ховард Ньютона и Ханс Циммер                     | Номинация |
| Ассоциация кинокритиков Чикаго                | Лучшая операторская работа            | Уолли Пфистер                                           | Победа    |
| Ассоциация кинокритиков Чикаго                | Лучший адаптированный сценарий        | Джонатан Нолан и Кристофера Нолана                      | Номинация |
| Dallas-Fort Worth Film Critics Association    | Топ 10 года (#3)                      | Warner Brothers Studios                                 | Победа    |
| Dallas-Fort Worth Film Critics Association    | Лучший актёр второго плана            | Хит Леджер                                              | Победа    |
| Dallas-Fort Worth Film Critics Association    | Лучшая операторская работа            | Уолли Пфистер                                           | Победа    |
| Dallas-Fort Worth Film Critics Association    | Лучший режиссёр                       | Кристофер Нолан                                         | Runner-Up |
| Houston Film Critics Society                  | Лучший актёр второго плана            | Хит Леджер                                              | Победа    |
| Florida Film Critics                          | Лучший актёр второго плана            | Хит Леджер                                              | Победа    |
| Florida Film Critics                          | Лучшая операторская работа            | Уолли Пфистер                                           | Победа    |
| International Film Music Critics Association  | Лучший саундтрек года                 | Джеймс Ховард Ньютона и Ханс Циммер                     | Номинация |
| International Film Music Critics Association  | Лучший оригинальный саундтрек боевике | Джеймс Ховард Ньютона и Ханс Циммер                     | Номинация |
| Iowa Film Critics                             | Лучший актёр второго плана            | Хит Леджер                                              | Победа    |
| Kansas City Film Critics Circle               | Лучший актёр второго плана            | Хит Леджер                                              | Победа    |
| Kansas City Film Critics Circle               | Лучший фильм фантастики или ужасов    | Warner Brothers Studios                                 | Победа    |
| Las Vegas Film Critics Society                | Лучший актёр второго плана            | Хит Леджер                                              | Победа    |
| Премия Лондонского кружка кинокритиков        | Актер года                            | Хит Леджер                                              | Номинация |
| Премия Лондонского кружка кинокритиков        | Британский режиссёр года              | Кристофер Нолан                                         | Номинация |
| Los Angeles Film Critics Association          | Лучший актёр второго плана            | Хит Леджер                                              | Победа    |
| Los Angeles Film Critics Association          | Лучший фильм                          | Warner Brothers Studios                                 | Runner-Up |
| Los Angeles Film Critics Association          | Лучший режиссёр                       | Кристофер Нолан                                         | Runner-Up |
| Los Angeles Film Critics Association          | Лучший художественный дизайн          | Натан Кроули                                            | Runner-Up |
| National Society of Film Critics              | Лучший актёр второго плана            | Хит Леджер                                              | Runner-Up |
| New York Film Critics Online                  | Лучший актёр второго плана            | Хит Леджер                                              | Победа    |
| Oklahoma Film Critics Circle                  | Лучший актёр второго плана            | Хит Леджер                                              | Победа    |
| Oklahoma Film Critics Circle                  | Топ 10 года                           | Warner Brothers Studios                                 | Победа    |
| Online Film Critics Society                   | Лучший актёр второго плана            | Хит Леджер                                              | Победа    |
| Online Film Critics Society                   | Лучший режиссёр                       | Кристофер Нолан                                         | Победа    |
| Online Film Critics Society                   | Лучшая операторская работа            | Уолли Пфистер                                           | Победа    |
| Online Film Critics Society                   | Лучший фильм                          | Warner Brothers Studios                                 | Номинация |
| Online Film Critics Society                   | Лучший саундтрек                      | Джеймс Ховард Ньютона и Ханс Циммер                     | Победа    |
| Online Film Critics Society                   | Лучший адаптированный сценарий        | Джонатан Нолан и Кристофера Нолана                      | Номинация |
| Online Film Critics Society                   | Лучший монтаж                         | Ли Смит                                                 | Номинация |
| San Diego Film Critics Society                | Лучший актёр второго плана            | Хит Леджер                                              | Победа    |
| San Diego Film Critics Society                | Лучший фильм                          | Warner Brothers Studios                                 | Runner-Up |
| San Francisco Film Critics Circle             | Лучший актёр второго плана            | Хит Леджер                                              | Победа    |
| San Francisco Film Critics Circle             | Лучшая операторская работа            | Уолли Пфистер                                           | Победа    |
| Southeastern Film Critics Association         | Лучший актёр второго плана            | Хит Леджер                                              | Победа    |
| Southeastern Film Critics Association         | Топ 10 года                           | Warner Brothers Studios                                 | Победа    |
| St. Louis Gateway Film Critics Association    | Лучший актёр второго плана            | Хит Леджер                                              | Победа    |
| St. Louis Gateway Film Critics Association    | Лучшие спецэффекты                    | Ник Дэвис, Крис Корбулд, Тим Уэббер, Пол Франклин       | Победа    |
| St. Louis Gateway Film Critics Association    | Лучшая музыка                         | Джеймс Ховард Ньютона и Ханс Циммер                     | Номинация |
| St. Louis Gateway Film Critics Association    | Лучший режиссёр                       | Кристофер Нолан                                         | Номинация |
| St. Louis Gateway Film Critics Association    | Лучший фильм                          | Warner Brothers Studios                                 | Номинация |
| St. Louis Gateway Film Critics Association    | Лучшая операторская работа            | Уолли Пфистер                                           | Номинация |
| Toronto Film Critics                          | Лучший актёр второго плана            | Хит Леджер                                              | Победа    |
| Utah Film Critics Association                 | Лучший актёр второго плана            | Хит Леджер                                              | Победа    |
| Utah Film Critics Association                 | Лучший режиссёр                       | Кристофер Нолан                                         | Runner-Up |
| Utah Film Critics Association                 | Лучший фильм                          | Warner Brothers Studios                                 | Победа    |
| Vancouver Film Critics                        | Лучший актёр второго плана            | Хит Леджер                                              | Победа    |
| Washington D.C. Area Film Critics Association | Лучший актёр второго плана            | Хит Леджер                                              | Победа    |